# Jarl

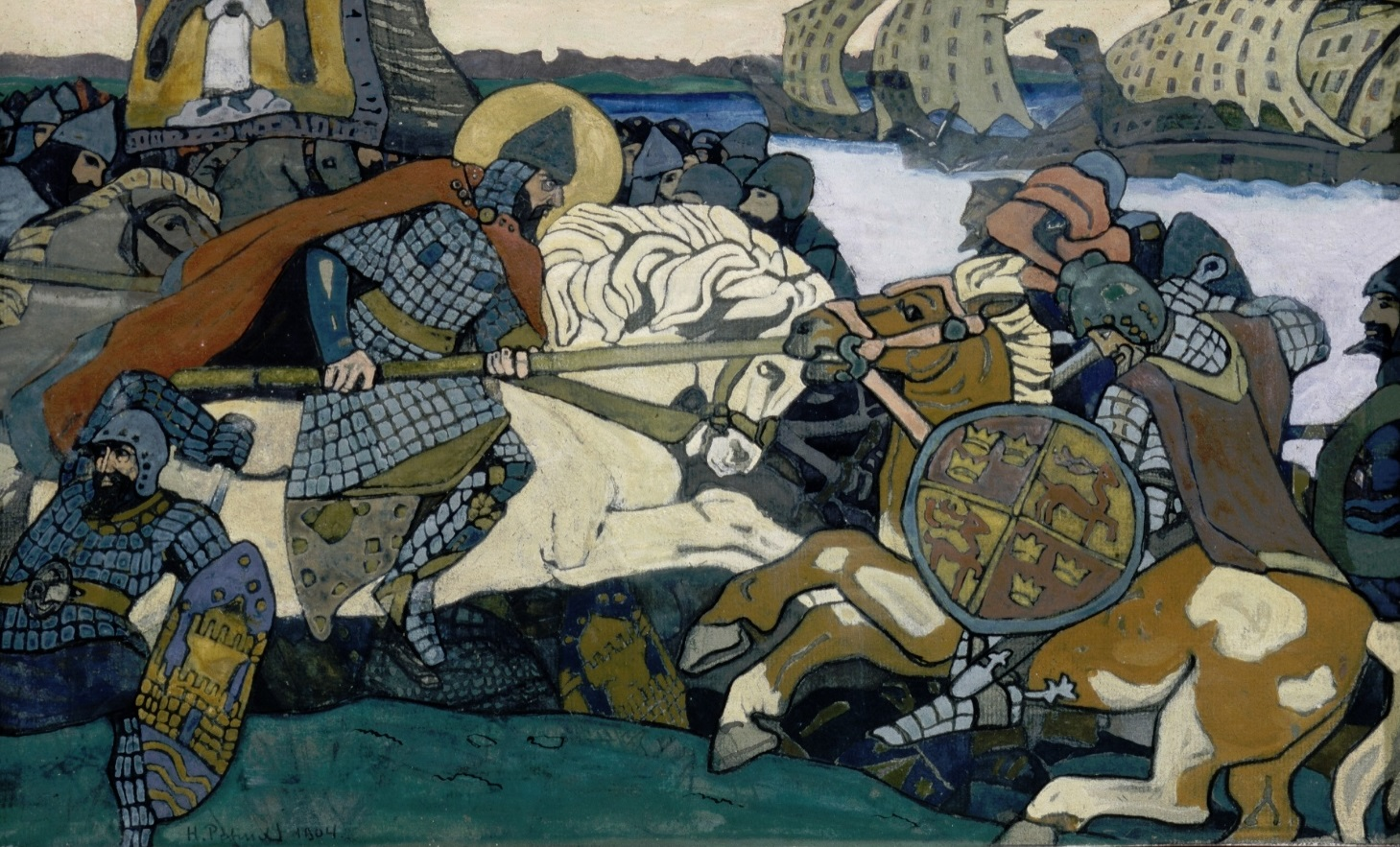
Alexandr Něvský vítězí nad švédským jarlem Birgerem v bitvě na řece Něvě

Jarl (jinak earl) je titul, který znamenal v anglosaské Anglii a Skandinávii titul „náčelníka“. Jeho pozice byla hned za králem. Titul se dědil z generace na generaci. Jarlové vlastnili množství půdy, svoji družinu, směli mít vlastní lodě a měli i jiné statky. Všestranně uplatňovali svůj vliv.

## Nejznámější jarlové
- Jarl Birger
- Jarl Toste
- Skule Tostesson
- Erling Skakke, otec krále Magnuse Erlingssona
- Haakon Jarl